# 雅克·拉姆卢瓦斯
雅克·拉姆盧瓦斯（法語：Jacques Lameloise，法語發音：[ʒak lamlwaz]；1947年4月6日—）出生於法國勃艮第-弗朗什-孔泰大区勃艮第的沙尼，是一位法式料理的廚師。

## 生平
雅克·拉姆盧瓦斯誕生在餐廳酒店的家庭，他的祖父皮埃爾·拉姆盧瓦斯（法語：Pierre Lameloise），於1920年創業開設查尼商務酒店（法語：du Commerce de Chagny），1931年獲得米其林指南二星評鑑，他的父親讓·拉姆盧瓦斯（法語：Jean Lameloise）繼承衣缽繼續經營，因此他從小在家就接觸烹飪，1962年十五歲的時候，前往巴黎費蘭迪學校就學，並且拿到專業能力證明畢業。
之後他開始了學徒的旅程，先是前往L'Aubergeade餐廳擔任六個月的助理，之後前往倫敦的薩伏伊飯店酒店、1968年前往巴黎的富凱餐廳、Pavillon Ledoyen餐廳工作一年、1970年在拉塞爾餐廳，還跟隨知名糕點師加斯東·勒諾特學習製作糕點。1971年回到故鄉，接管了自家酒店的餐廳，同時改名為Jacques Lameloise餐廳，1979年時，當時僅有卅一歲的雅克·拉姆盧瓦斯獲得米其林指南三星評鑑，成為最年輕獲得三星評鑑的紀錄保持人。不過2005年被降級到二星評鑑，2007年的時候又重新獲得三星評鑑，同年獲得法國榮譽軍團勳章。
2009年已經六十二歲的雅克·拉姆盧瓦斯，此時選擇退休離開廚房，他將Jacques Lameloise餐廳和他的副手弗雷德里克·拉米（法語：Frédéric Lamy），出售給埃里克·普拉斯。